# 蕪湖市
蕪湖市（ぶこ-し）は、中華人民共和国安徽省に位置する地級市。1952年8月27日に市が設立された。
この地で長江と青弋江が合流する。

## 地理
安徽省の東南部に位置し、合肥市、馬鞍山市、宣城市、池州市、銅陵市に接する。
蕪湖市域の地勢は南が高く北は低い。地形は平原や丘陵など多様で、河川や湖水などが網の目のように密に分布している。市域内を流れる主な河川には青弋江、水陽江、漳河などがある。それらの河川の間に黒沙湖、龍窩湖、奎湖などがある。全市の土地面積は3,317平方km、うち市区面積は720平方km。
気候は亜熱帯湿潤季節風気候に属し、四季の別ははっきりしている。年平均気温は摂氏15-16度で、年降水量は1200mm。

## 行政区画
5市轄区・1県級市・1県を管轄する。
- 市轄区：
  - 鳩江区・鏡湖区・弋江区・湾沚区・繁昌区
- 県級市：
  - 無為市
- 県：
  - 南陵県

| 蕪湖市の地図                                     |
| ------------------------------------------------ |
| 鏡湖区 弋江区 鳩江区 湾沚区 繁昌区 南陵県 無為市 |

### 年表
この節の出典

#### 皖南行署区蕪湖市
- 1949年10月1日 - 中華人民共和国皖南行署区蕪湖市が発足。一区から四区までの区が成立。(4区)
- 1952年7月25日 (5区)
  - 一区が環城区に、二区が長街区に、三区が新蕪区に、四区が河南区にそれぞれ改称。
  - 蕪湖専区蕪湖県の一部が分立し、郊区が発足。
- 1952年8月7日 - 安徽省の成立により、安徽省蕪湖市となる。

#### 蕪当専区
- 1949年10月1日 - 中華人民共和国皖南行署区蕪当専区が成立。当塗市・当塗県・蕪湖県・南陵県・繁昌県が発足。(1市4県)
- 1949年12月 - 当塗県が南京市に編入。(1市3県)
- 1950年1月 - 南京市当塗県を編入。(1市4県)
- 1950年3月28日 - 当塗市が当塗県に編入。(4県)
- 1950年5月25日 
  - 当塗県・南陵県が宣城専区に編入。
  - 繁昌県が池州専区に編入。
  - 蕪湖県が区直轄県級行政区となる。

#### 皖南行署区蕪湖専区
- 1952年2月6日 - 皖北行署区巣湖専区(7県)、皖南行署区宣城専区(7県)が合併し、皖南行署区蕪湖専区が発足。(14県)
  - 池州専区繁昌県・蕪湖県を編入。
  - 肥東県が皖北行署区滁県専区に編入。
  - 肥西県が皖北行署区六安専区に編入。
- 1952年4月12日 - 寧国県が徽州専区に編入。(13県)
- 1952年7月25日 (13県)
  - 蕪湖県の一部が分立し、蕪湖市郊区となる。
  - 廬江県の一部が巣県に編入。
- 1952年8月7日 - 安徽省の成立により、安徽省蕪湖専区となる。

#### 安徽省蕪湖市(第1次)
- 1953年5月26日 - 郊区の一部が分立し、水上区が発足。(6区)
- 1953年12月2日 - 水上区が郊区に編入。(5区)
- 1955年8月5日 - 河南区が環城区・長街区に分割編入。(4区)
- 1956年11月26日 - 蕪湖専区当塗県の一部が郊区に編入。(4区)
- 1957年12月 - 蕪湖専区和県の一部(裕渓口鎮)が郊区に編入。(4区)
- 1958年5月21日 - 蕪湖市が蕪湖専区に編入。

#### 安徽省蕪湖専区(1952年-1956年)
- 1953年5月16日 - 江蘇省鎮江専区溧陽県の一部が郎渓県に編入。(13県)
- 1953年5月31日 - 蕪湖県の一部が繁昌県に編入。(13県)
- 1954年4月6日 - 江蘇省鎮江専区溧陽県の一部が広徳県に編入。(13県)
- 1955年11月 - 安慶専区銅陵県の一部が南陵県に編入。(13県)
- 1956年1月12日 - 蕪湖専区が徽州専区と合併し、新制の蕪湖専区の発足により消滅。

#### 安徽省蕪湖専区(1956年-1961年)
- 1956年1月12日 - 徽州専区(1市9県)・蕪湖専区(13県)が合併し、新制の蕪湖専区が発足。(1市22県)
- 1956年1月19日 (1市22県)
  - 績渓県の一部が歙県に編入。
  - 歙県・寧国県の各一部が績渓県に編入。
- 1956年1月26日 - 歙県・寧国県の各一部が績渓県に編入。(1市22県)
- 1956年2月 (1市22県)
  - 含山県の一部が巣県・和県に分割編入。
  - 巣県・和県の各一部が含山県に編入。
- 1956年3月8日 (1市22県)
  - 太平県の一部が石埭県に編入。
  - 涇県の一部が太平県に編入。
- 1956年3月 (1市22県)
  - 歙県の一部が屯渓市に編入。
  - 休寧県の一部が歙県に編入。
- 1956年4月 - 歙県の一部が績渓県に編入。(1市22県)
- 1956年5月 - 績渓県の一部が寧国県に編入。(1市22県)
- 1956年7月2日 - 江西省上饒専区浮梁県の一部が祁門県に編入。(1市22県)
- 1956年8月 - 涇県・宣城県の各一部が南陵県に編入。(1市22県)
- 1956年9月31日 (1市22県)
  - 休寧県の一部が屯渓市に編入。
  - 歙県の一部が休寧県に編入。
- 1956年10月12日 - 当塗県の一部が分立し、地級市の馬鞍山市となる。(1市22県)
- 1956年11月18日 - 当塗県の一部が馬鞍山市に編入。(1市22県)
- 1956年11月26日 (1市22県)
  - 当塗県の一部が蕪湖市郊区に編入。
  - 巣県の一部が合肥市郊区に編入。
  - 無為県の一部が巣県に編入。
- 1957年3月5日 - 休寧県の一部が浙江省建徳専区遂安県に編入。(1市22県)
- 1957年12月 - 和県の一部が蕪湖市郊区に編入。(1市22県)
- 1958年5月21日 - 馬鞍山市・蕪湖市を編入。馬鞍山市・蕪湖市が県級市に降格。(3市22県)
- 1958年7月12日 (3市20県)
  - 廬江県が六安専区に編入。
  - 巣県が合肥市に編入。
- 1958年7月22日 - 当塗県の一部が馬鞍山市に編入。(3市20県)
- 1958年7月30日 - 当塗県の一部が馬鞍山市に編入。(3市20県)
- 1958年9月15日 - 蕪湖県の一部が蕪湖市に編入。(3市20県)
- 1958年9月20日 - 江蘇省南京市江寧県の一部が馬鞍山市に編入。(3市20県)
- 1958年10月22日 (2市17県)
  - 馬鞍山市が地級市の馬鞍山市に昇格。
  - 当塗県・和県・含山県が馬鞍山市に編入。
- 1958年11月 - 馬鞍山市当塗県の一部が蕪湖市に編入。(2市17県)
- 1959年3月22日 (2市12県)
  - 郎渓県・広徳県が合併し、郎広県が発足。
  - 黟県が祁門県に編入。
  - 旌徳県が績渓県に編入。
  - 石埭県が太平県・祁門県に分割編入。
  - 蕪湖県が蕪湖市に編入。
- 1959年3月23日 - 馬鞍山市当塗県・和含県を編入。(2市14県)
- 1960年4月26日 - 蕪湖市が地級市の蕪湖市に昇格。(1市14県)
- 1961年1月25日 - 屯渓市が休寧県に編入。(14県)
- 1961年4月7日 
  - 宣城県・当塗県・繁昌県・南陵県・郎広県・涇県・無為県・和含県が蕪湖専区に編入。
  - 休寧県・歙県・祁門県・太平県・績渓県・寧国県が徽州専区に編入。

#### 安徽省蕪湖市(第2次)
- 1960年4月26日 - 蕪湖専区蕪湖市が地級市の蕪湖市に昇格。環城区・長街区・新蕪区・郊区が成立。(4区)
- 1961年1月5日 (6区)
  - 環城区・長街区の各一部が合併し、鏡湖区が発足。
  - 環城区の残部・長街区の残部が合併し、馬塘区が発足。
  - 郊区の一部が分立し、四褐山区・裕渓口区が発足。
- 1961年12月15日 - 郊区の一部が分立し、蕪湖専区蕪湖県となる。(6区)
- 1963年3月13日 - 馬塘区の一部が蕪湖専区蕪湖県に編入。(6区)
- 1963年5月18日 - 四褐山区が新蕪区に編入。(5区)
- 1963年8月 - 郊区が新蕪区・裕渓口区、蕪湖専区蕪湖県に分割編入。(4区)
- 1965年5月25日 - 蕪湖市が蕪湖専区に編入。

#### 安徽省蕪湖地区(1961年-1980年)
- 1961年4月7日 - 蕪湖専区宣城県・当塗県・繁昌県・南陵県・郎広県・涇県・無為県・和含県、合肥市巣県を編入。蕪湖専区が成立。(9県)
- 1961年4月13日 - 合肥市巣湖区が巣県に編入。(9県)
- 1961年7月3日 - 和含県の一部が馬鞍山市郊区に編入。(9県)
- 1961年12月15日 (12県)
  - 和含県が分割され、和県・含山県が発足。
  - 郎広県が分割され、郎渓県・広徳県が発足。
  - 蕪湖市郊区の一部が分立し、蕪湖県が発足。
  - 当塗県の一部が馬鞍山市郊区に編入。
- 1963年3月13日 - 蕪湖市馬塘区の一部が蕪湖県に編入。(12県)
- 1963年8月 - 蕪湖市郊区の一部が蕪湖県に編入。(12県)
- 1963年11月7日 - 巣県の一部が含山県に編入。(12県)
- 1964年4月 - 馬鞍山市郊区の一部が当塗県に編入。(12県)
- 1965年5月21日 - 巣県・無為県・含山県・和県が巣湖専区に編入。(8県)
- 1965年5月25日 - 蕪湖市を編入。蕪湖市が県級市に降格。(1市8県)
- 1971年1月3日 - 宣城県の一部が蕪湖県に編入。(1市8県)
- 1971年3月29日 - 蕪湖専区が蕪湖地区に改称。(1市8県)
- 1972年3月27日 - 当塗県の一部が馬鞍山市郊区に編入。(1市8県)
- 1972年12月30日 - 蕪湖市が地級市の蕪湖市に昇格。(8県)
- 1978年10月26日 - 涇県の一部が池州地区太平県に編入。(8県)
- 1980年1月29日 - 蕪湖地区が宣城地区に改称。
  - 蕪湖県が蕪湖市に編入。

#### 安徽省蕪湖市(第3次)
- 1972年12月30日 - 蕪湖地区蕪湖市が地級市の蕪湖市に昇格。鏡湖区・新蕪区・馬塘区・裕渓口区・四褐山区・郊区が成立。(6区)
- 1980年1月29日 - 蕪湖地区蕪湖県を編入。(6区1県)
- 1983年10月8日 (6区4県)
  - 宣城地区繁昌県・青陽県・南陵県を編入。
  - 宣城地区当塗県の一部が郊区に編入。
- 1984年10月29日 - 四褐山区が四褐区に改称。(6区4県)
- 1988年8月17日 - 青陽県が池州地区に編入。(6区3県)
- 1990年2月28日 (4区3県)
  - 裕渓口区・四褐区および郊区の一部が合併し、鳩江区が発足。
  - 郊区の残部が鏡湖区・新蕪区・馬塘区に分割編入。
- 2004年5月29日 - 蕪湖県の一部が鳩江区に編入。(4区3県)
- 2005年9月13日 (4区3県)
  - 新蕪区・鏡湖区および鳩江区の一部が合併し、鏡湖区が発足。
  - 馬塘区・繁昌県の各一部が合併し、三山区が発足。
  - 馬塘区の残部・蕪湖県の一部が合併し、弋江区が発足。
- 2010年1月27日 - 繁昌県の一部が三山区に編入。(4区3県)
- 2011年7月14日 (4区4県)
  - 巣湖市無為県を編入。
  - 巣湖市和県の一部が鳩江区に編入。
- 2013年12月24日 - 無為県の一部が鳩江区に編入。(4区4県)
- 2014年2月11日 - 無為県の一部が鳩江区に編入。(4区4県)
- 2019年11月20日 - 無為県が市制施行し、無為市となる。(4区1市3県)
- 2020年7月6日 (5区1市1県)
  - 弋江区・三山区が合併し、弋江区が発足。
  - 蕪湖県が区制施行し、湾沚区となる。
  - 繁昌県が区制施行し、繁昌区となる。

## 歴史

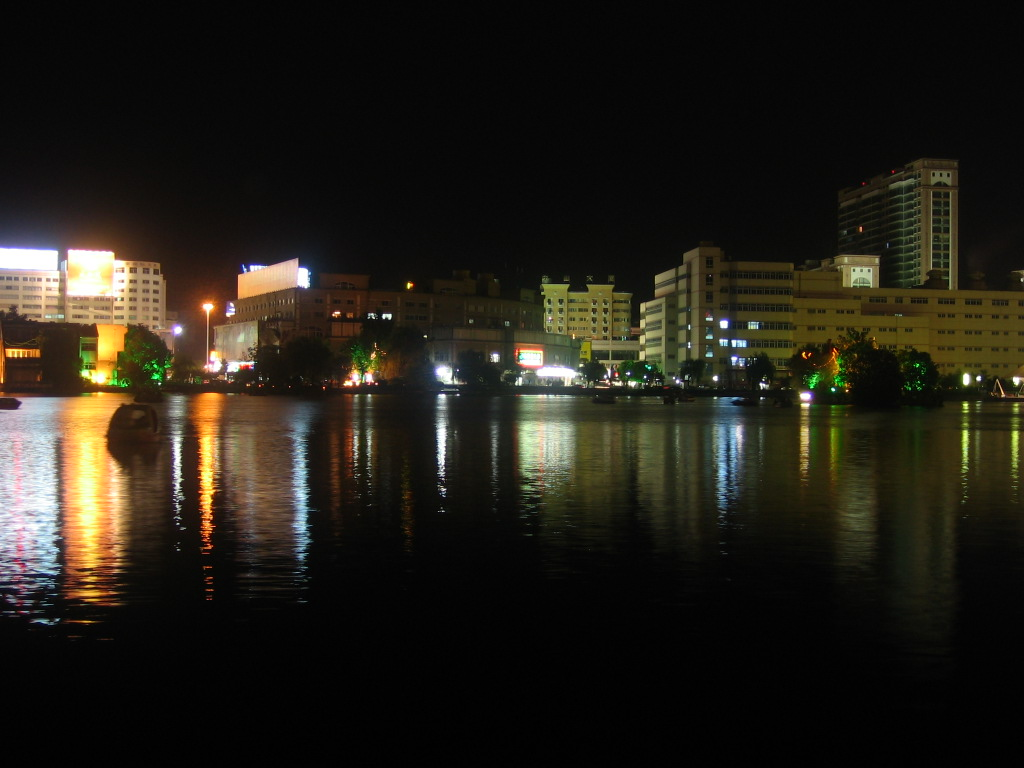
鏡湖越しに見る蕪湖市街の夜景

### 秦以前
春秋時代、この地の湖畔の草むらの中には鳩が多く、呉国はこの地にできた都邑に「鳩茲邑」と命名した。長江はこの周辺では「鳩江」の別名があった。当時の鳩茲邑の位置は現在の蕪湖市の南東の水陽江南岸にあたる。鳩茲邑の湖には雑草（蕪草）が多かったことから、後に蕪湖と呼ばれるようになる。
戦国時代の周の元王4年（紀元前472年）、呉国は越国により滅ぼされ、鳩茲は越国の領地となった。

### 秦漢時代
秦が中国を統一して全国に36の郡を置いた際、鳩茲は鄣郡に属することになった。
前漢の武帝の元封2年（紀元前109年）、鄣郡は丹陽郡と改められ、その下に17の県が置かれた。その中に蕪湖県の名が見られ、この時から蕪湖県と呼ばれるようになっている。後漢の章和元年（87年）、斉王劉晃は有罪となり、貶爵刑に処せられ蕪湖侯に降格した。これ以後、蕪湖県は蕪湖侯国と改められた。90年、第2代蕪湖侯の劉無忌は斉王の地位に戻され、再び蕪湖は県になった。
三国時代の呉の黄武2年（223年）、蕪湖県の県城は鳩茲から現在の蕪湖市区の南東の鶏毛山周辺に移転している。
東晋に入り、華北を失った東晋政府は、もとは現在の河南省周辺にあった豫州を蕪湖において僑立した。東晋の哀帝の興寧元年（363年）、蕪湖は宣城郡に属することになり、その中心地（郡治）となった。孝武帝の寧康2年（374年）、もとは現在の山西省にあった上党郡を蕪湖で僑立した。しかし太元年間に上党郡を廃止して上党県にし、陽穀県（現在の繁昌区）を蕪湖県に編入し、さらに蕪湖県を襄垣県に編入したため蕪湖県は一旦消滅する。襄垣県および上党県は淮南郡（現在の江蘇省にあったものをこの地に僑立したもの）に属した。義熙8年（412年）、淮南郡の郡治は丹陽の于湖（現在の当塗県の南19kmの場所）に置いた。

### 隋唐宋
隋の文帝の開皇9年（589年）、もとの蕪湖城は廃止され、当塗県に属する鎮とされた。唐もこれを踏襲した。
五代十国時代の南唐の昇元年間、蕪湖県は復活し、江寧府に属するようになった。これ以後蕪湖県は後代まで存続した。
宋の太祖の開宝8年（975年）、蕪湖は宣州に属するようになった。太平興国2年（977年）には太平州（現在の当塗県）に管轄を替えられた。以後中華民国の時代になるまで、蕪湖県は太平（元代には太平路に、さらに太平府となり、明清代には太平府となった）に属する県であった。
宋代には蕪湖に城壁が築かれたが、後に兵火で破壊された。

### 明清
明に蕪湖では城壁の修復が行われ、万暦9年（1581年）に完成した。その規模は小さく、周囲は739丈であった。ただし、鉱業や商業が非常に繁盛したため、市街地は城壁の範囲を超えてどんどん広がり、青弋江の両岸に沿って西へ伸び、ついに長江の岸まで達した。これを称して「十里長街」といった。蕪湖は船や車が集中し、財力や文物も多く、徽商（安徽商人）は蕪湖を全国16個大都市のひとつに数えた。中国各地で活躍した徽商は、万暦に出版された『歙志』の巻一で、全国の大都市を次のように評価している。「今のいわゆる都会とは、大きいものは両京、江・浙・閩・広の各省の省会、次に来るのは蘇・松・淮・揚の諸府、臨清・済寧の諸州、儀真・蕪湖の諸県、瓜洲・景徳の諸鎮……。」
明清代に栄華を極めた十里長街は、太平天国の戦争の際に戦禍に巻き込まれ、ことごとく廃墟と化した。1876年、清とイギリスとの間で結ばれた芝罘条約により、蕪湖は外国船に対する開港地となった。1877年、李鴻章は朝廷に対して、鎮江にあった米市場を蕪湖に移すことを提案した。数年後には蕪湖は中国四大米市の首位となり、市場は県城から西の長江までの間、青弋江の北岸に集中した。戦火で破壊された十里長街はこれにより復興していった。さらに、十里長街の北には、二街（1894年）、大馬路（1902年、現在の中山路）、二馬路（現在の新蕪路）が開かれ、新たな商業の中心となった。李鴻章の家族は蕪湖に大量の投資を行い、多くの各種建築物を建て、蕪湖の市街地に今も多くの影響を残している。1910年には蕪湖市区は約2.4平方kmにまで拡大した。

### 中華民国
1912年（民国元年）、中華民国政府は府を廃止し県は存続させることを宣布した。これにより蕪湖県は安徽省の直属になった。1914年から1928年まで安徽省には3つの道が置かれたが、そのうち蕪湖道は皖南（安徽省南部）の23県を管轄し、その治所は蕪湖に置かれた。1932年、南京国民政府は省の下に行政督察専員公署を置くことを決定した。蕪湖県は安徽省の第二専区行政督察専員公署の中心となった。
1938年には日本軍が蕪湖に侵入しこれを占領した。蕪湖は第五専区に改属し、同年10月25日には第九専区に改属した。1941年（民国30年）には第六専区に管轄替えされた。1945年9月、日中戦争が終わると安徽省皖南行署に属し、同時に第六専区の中心となった。

### 中華人民共和国
1949年4月24日、人民解放軍第三野戦軍第三十軍八十八師団が蕪湖を占領した。4月27日には蕪湖軍事管制委員会が設立され、南京軍事管制委員会に直属することになった。同年5月10日には蕪湖市人民政府が成立した。これ以後、蕪湖市が県から分かれて設立されている。同年5月13日には皖南行署（省級）が蕪湖市に置かれ、蕪当・池州・宣城の専区を管轄した。うち、蕪湖市は皖南行署の直轄となり、蕪湖県は皖南行署蕪当専区に属することになった。
1950年、蕪当専区は廃止され蕪湖県は皖南行署の直属となった。1952年2月4日には蕪湖県は新たに置かれた蕪湖専区に属するようになった。1952年8月27日、皖北行署・皖南行署は廃止され安徽省人民政府が成立し、蕪湖市は安徽省の直属になった。蕪湖県は蕪湖専区に属し、蕪湖専区と蕪湖県の中心はともに蕪湖市に置かれた。1959年3月12日には蕪湖県は廃止され蕪湖市に編入されたが1961年に復置されている。
1971年3月、蕪湖県の中心は湾沚鎮に移転した。同年3月29日、蕪湖専区は蕪湖地区に改名し、蕪湖市・蕪湖県はともに地区に属するようになった。1973年2月25日、蕪湖市は安徽省の直属となった。1980年1月29日、蕪湖地区は宣城地区と改名し、行政公署は宣城市に移転されている。

## 観光
- 鏡湖公園
- 鳩茲広場
- 赭山公園
- 浜江公園
- 九蓮塘公園
- 銀湖公園
- 神山公園
- 吉和広場
- 方特歓楽世界
- 南陵丫山花海石林旅遊区

### 史跡
- 神山と赤鋳山には干将・莫耶ゆかりの淬剣池・試剣石・干将墓などがある。
- 市区北部の長江の岸辺にある天門山は、別名を東梁山・西梁山ともいい、両山が長江を挟むように立っている。
- 赭山のふもとには、歴史の古い寺院であり「小九華」と呼ばれる地蔵菩薩の道場でもある広済寺をはじめ、米芾書、「県学記」碑、煙雨墩、夫子廟、周瑜点将台などの名勝がある。
- 蕪湖古城の中には、東内街・花街などの歴史的な街並みが残る。また大清監獄、衙門前門、大成殿などの旧跡もある。
- 范羅山上には旧英国領事館があるほか、吉和街の天主教堂、浜江公園の旧税関（老海関大楼）など近代の旧跡も多い。

## 経済
主な産業は軽工業や紡績で、おもな産品には羽毛製品、ミシン、ブラウン管などがある。伝統産品には保温瓶、羽毛服、絹製品、革靴、ベッドシーツ、剛毛（刷毛などの原料になる豚の毛）などがある。また自動車の製造も急速に伸びており、奇瑞汽車の本社があり、市の産業の柱にもなっている。重工業では、市区の南の白馬山にコンクリートなどを生産する海螺グループ（もと白馬山水泥廠）がある。
その他、コメや小麦などの農業、河川や湖での魚やカニ類の漁業、鉄や銅、鉛、陶土などの鉱業なども盛ん。南陵県の丘陵地帯では薬用牡丹が栽培されている。蕪湖鉄画などの書画も有名。

## 交通
鉄道

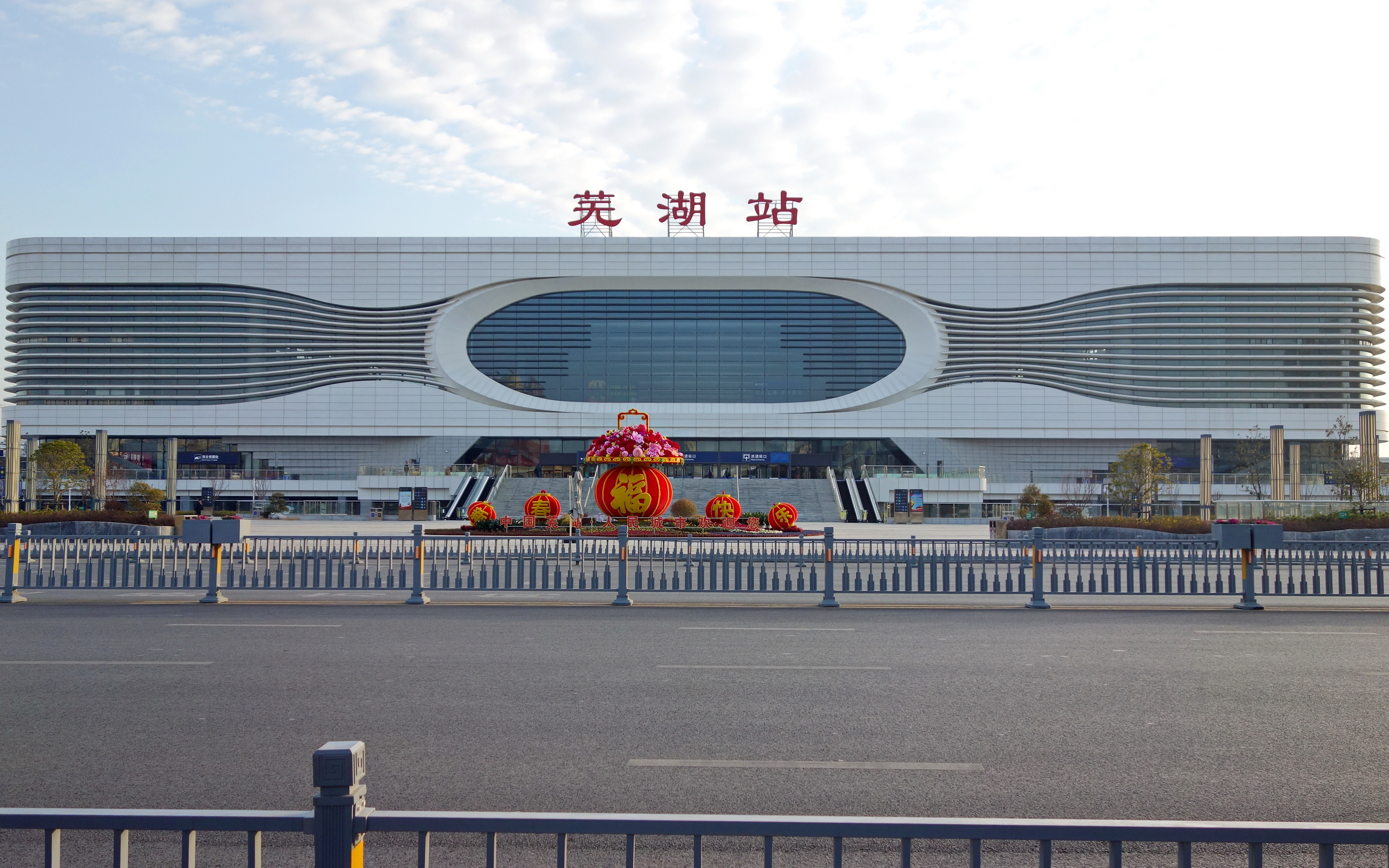
蕪湖駅

- 蕪湖駅 - 市の代表駅であり、下記の路線の列車が発着する。当駅から省都の合肥南駅の間は高速列車で45分[3]、南京南駅の間は40分[4]、上海駅/上海虹橋駅の間は2時間半前後[5]、杭州東駅の間は1時間半である[6]。
  - 寧銅線（中国語版）（江蘇省南京市～安徽省銅陵市）、南京南駅から蕪湖駅間は、寧蕪線と呼ばれる。
  - 皖贛線（江西省鷹潭駅～蕪湖市）
  - 淮南線（中国語版）（安徽省淮南市～蕪湖市）
  - 寧安都市間鉄道（中国語版） - (南京市-安慶市)
  - 商杭旅客専用線（中国語版） - (河南省商丘市-杭州市)

道路
- 合巣蕪高速道路
- 蕪宣高速道路
- G205国道（中国語版）

蕪湖長江大橋は2000年に完成した。蕪湖港は長江沿岸の主要な港湾となっている。

## 友好都市
- 高知市（日本）1985年4月19日
- パヴィーア（イタリア）1988年1月25日
- トレホン・デ・アルドス（スペイン）1999年5月29日
- ウェストコビーナ（アメリカ合衆国）2010年3月1日